# World Series 1941
Le World Series 1941 sono state la 38ª edizione della serie di finale della Major League Baseball al meglio delle sette partite tra i campioni della National League (NL) 1941, i Brooklyn Dodgers e quelli della American League (AL), i New York Yankees. A vincere il loro nono titolo furono gli Yankees per quattro gare a una.
Fu in questa occasione che il nome "Subway Series" si affermò per definire un'edizione delle World Series tra due squadre della città di New York. Questa fu la prima tra i Brooklyn Dodgers e i New York Yankees (anche se gli Yankees avevano già affrontato i rivali cittadini dei New York Giants cinque volte). Le due franchigie si sarebbero affrontate per sette volte tra il 1941 e il 1956, con l'unica vittoria dei Dodgers che avvenne nel 1955. I due club si sarebbero sfidati altre quattro volte poi in finale dopo che i Dodgers si trasferirono a Los Angeles, l'ultima delle quali nel 1981.

## Sommario
New York ha vinto la serie, 4-1.
| Gara | Pubblico   | Risultato                                  | Stadio         | Tempo | Pubblico |
| ---- | ---------- | ------------------------------------------ | -------------- | ----- | -------- |
| 1    | 1º ottobre | Brooklyn Dodgers – 2, New York Yankees – 3 | Yankee Stadium | 2:08  | 68.540   |
| 2    | 2 ottobre  | Brooklyn Dodgers – 3, New York Yankees – 2 | Yankee Stadium | 2:31  | 66.248   |
| 3    | 4 ottobre† | New York Yankees – 2, Brooklyn Dodgers – 1 | Ebbets Field   | 2:22  | 33.100   |
| 4    | 5 ottobre  | New York Yankees – 7, Brooklyn Dodgers – 4 | Ebbets Field   | 2:54  | 33.813   |
| 5    | 6 ottobre  | New York Yankees – 3, Brooklyn Dodgers – 1 | Ebbets Field   | 2:13  | 34.072   |

†: rimandata dal 3 ottobre a causa della pioggia

## Hall of Famer coinvolti
- Umpire: Bill McGowan
- Yankees: Joe McCarthy (man.), Bill Dickey, Joe DiMaggio, Joe Gordon, Phil Rizzuto, Red Ruffing
- Dodgers: Leo Durocher (man.), Billy Herman, Joe Medwick, Pee Wee Reese